# بلن رودریگس
بلن رودریگس (اسپانیایی: Belén Rodríguez‎؛ زادهٔ ۲۰ سپتامبر ۱۹۸۴) یک مجری تلویزیون، هنرپیشه، و مدل آرژانتینی مقیم میلان ایتالیاست. او به‌خاطر زیبایی‌اش از نمادهای سکس دهه‌های ۲۰۰۰ و ۲۰۱۰ برشمرده شده است.
از فیلم‌ها یا مجموعه‌های تلویزیونی که وی در آن‌ها نقش داشته است، می‌توان به برداشت نخست خوب اشاره نمود.